# Gelétratting
Gelétratting (Guepinia helvelloides) är en svampart som först beskrevs av Augustin Pyrame de Candolle, och fick sitt nu gällande namn av Elias Fries 1828. Guepinia helvelloides ingår i släktet Guepinia, ordningen Auriculariales, klassen Agaricomycetes, divisionen basidiesvampar och riket svampar.   Inga underarter finns listade i Catalogue of Life.
I den svenska databasen Dyntaxa används istället namnet Tremiscus helvelloides för samma taxon.  Arten är reproducerande i Sverige.

## Bildgalleri

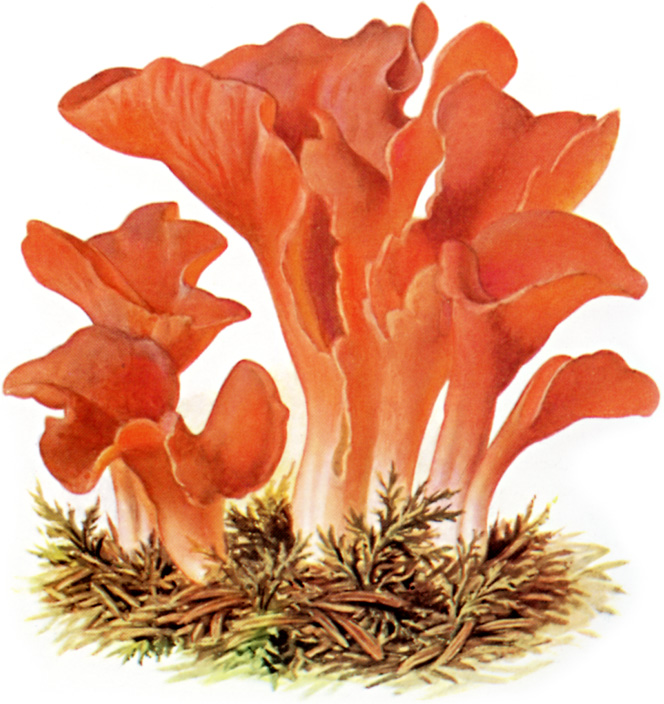
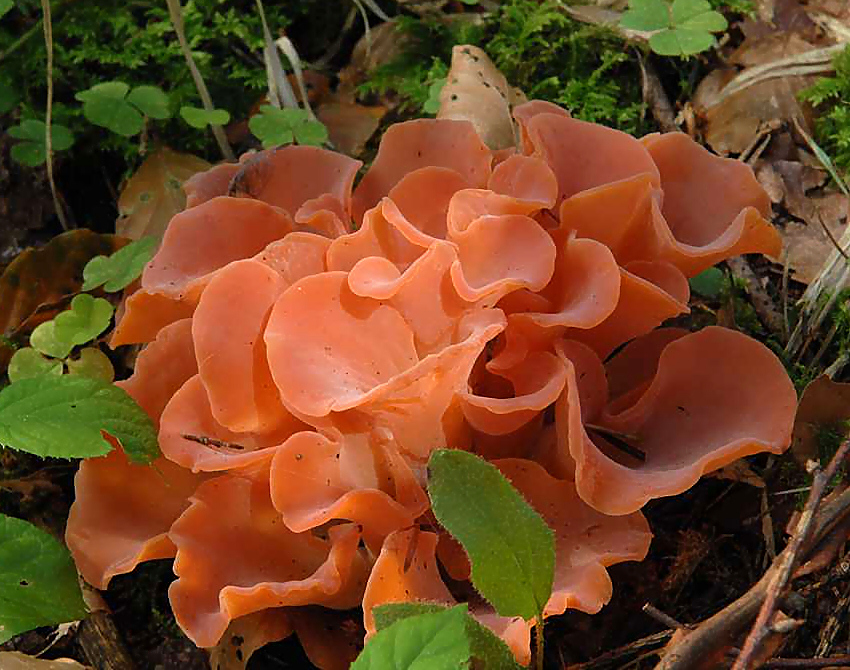
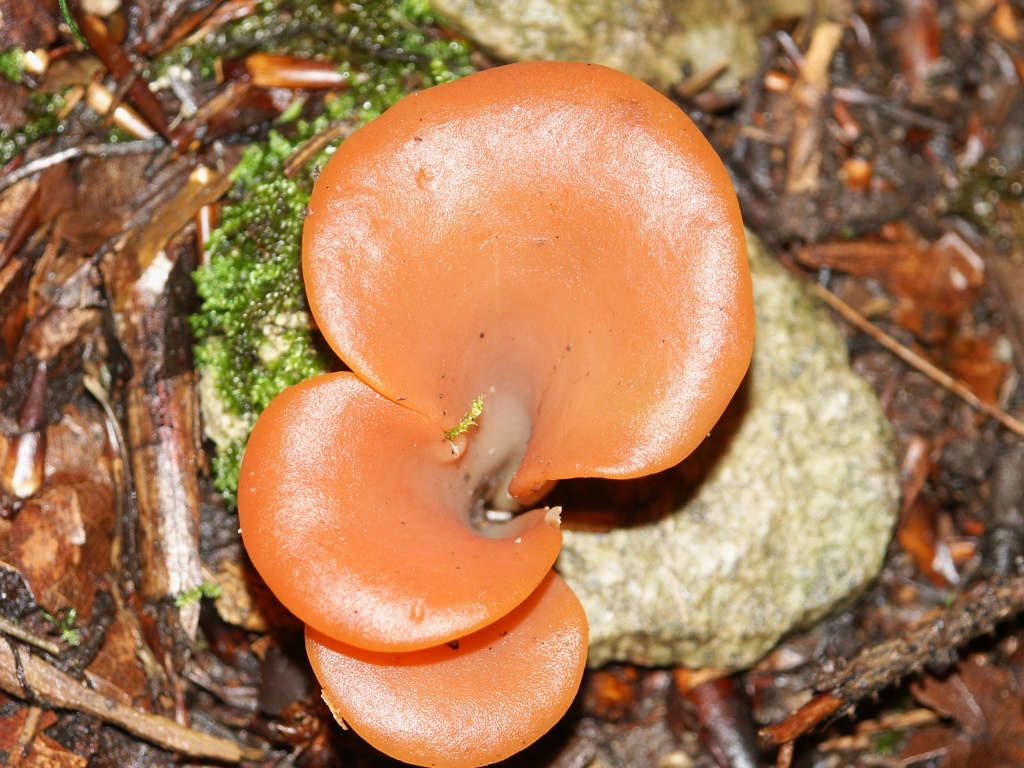
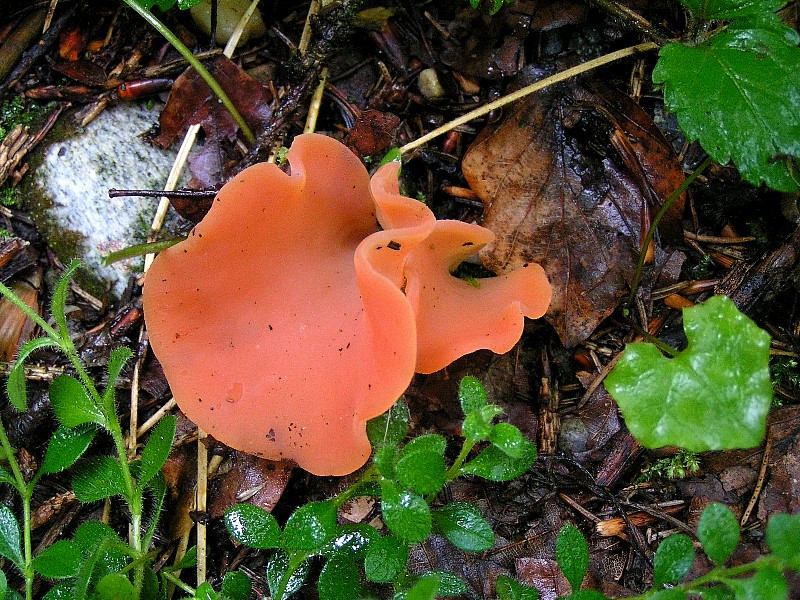
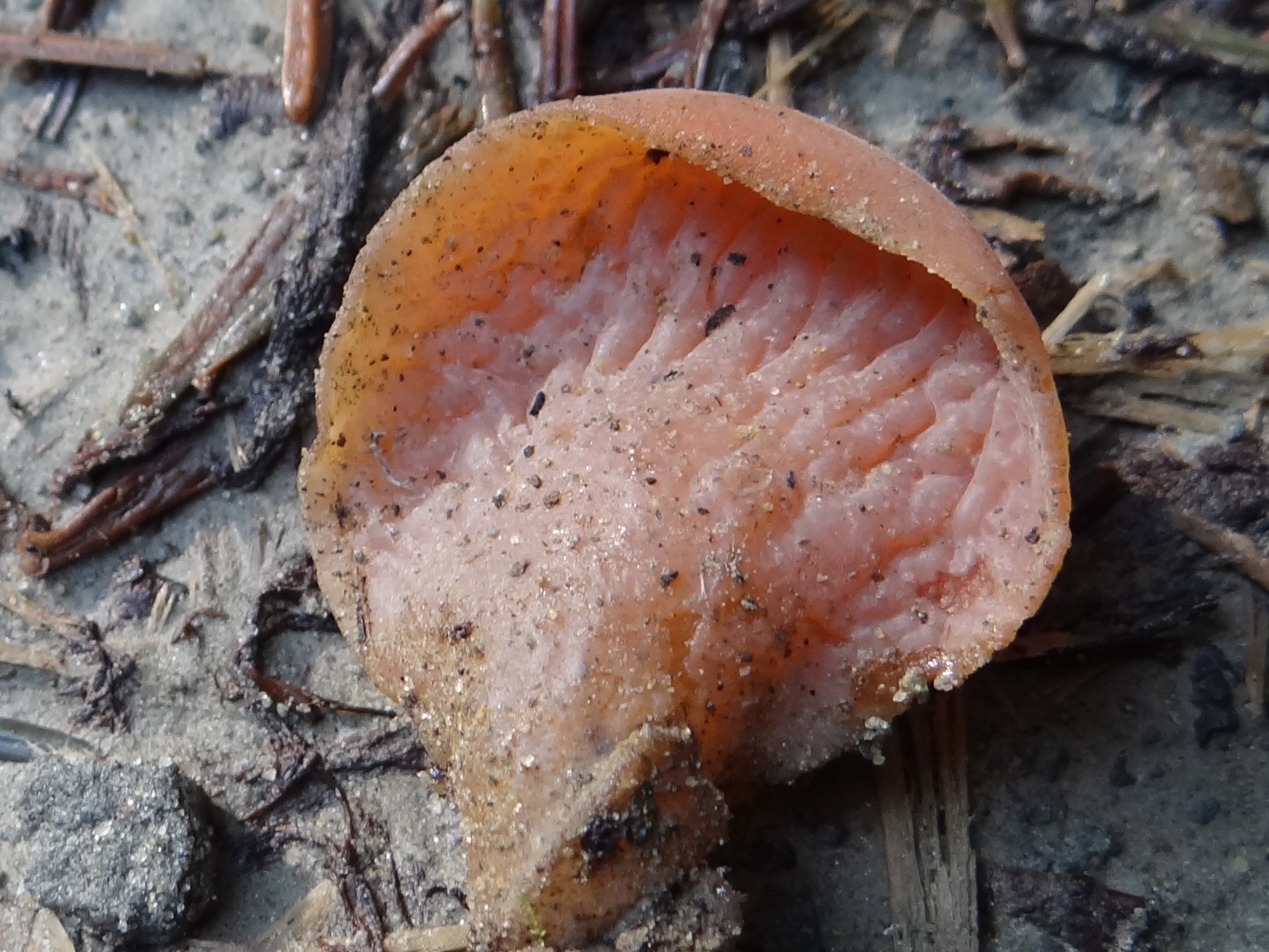